# Râul Negoiu, Jiu
Râul Negoiu este unul din cele două brațe care formează râului Bistrița. 

## Hărți
- Harta Munților Vâlcan  Arhivat în 15 iunie 2011, la Wayback Machine.